# Transputer

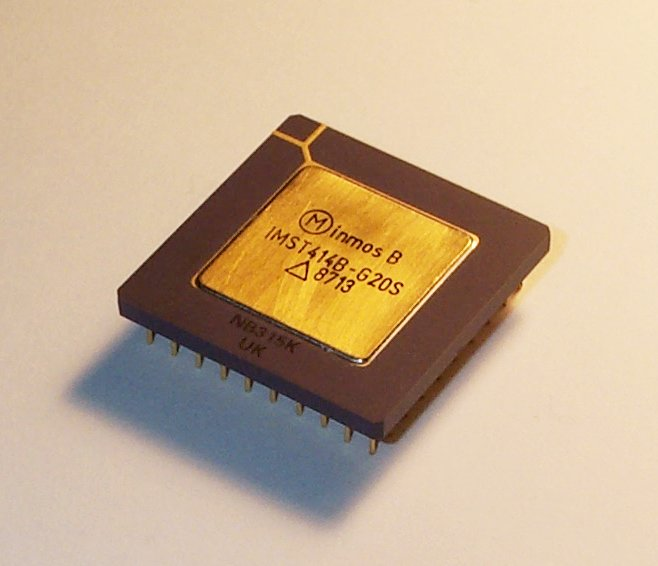
T414 transputer chip

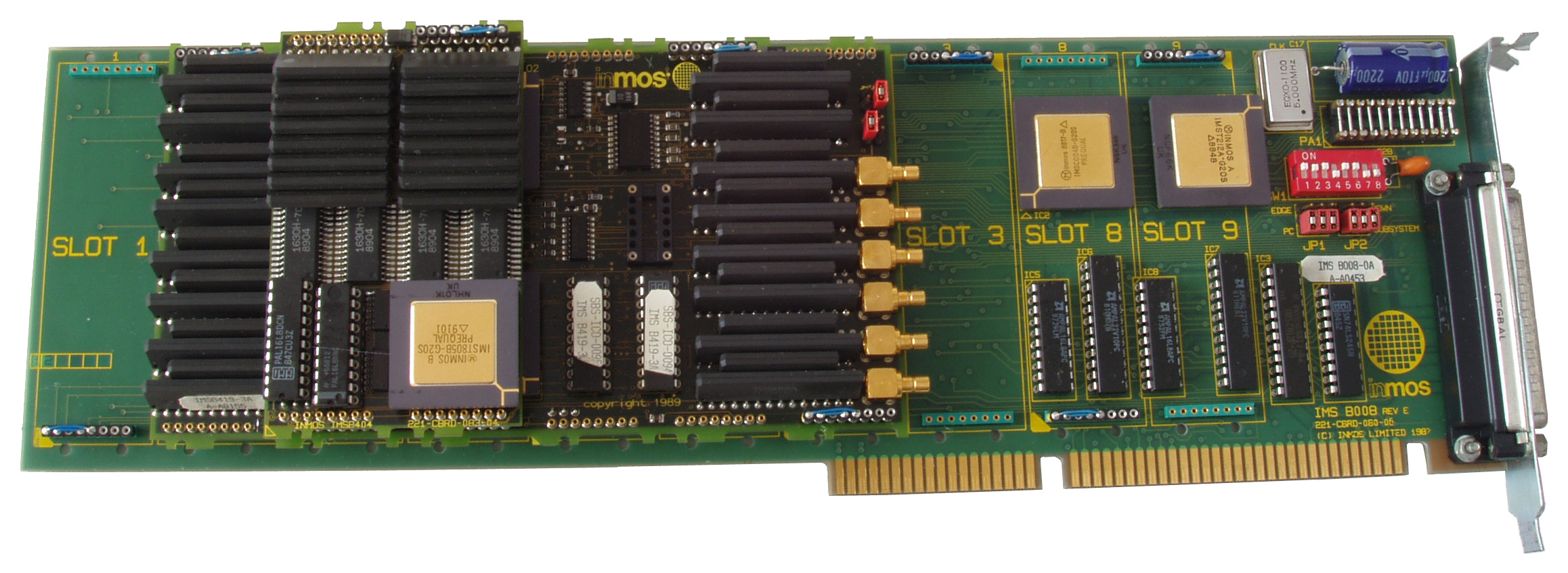
IMSB008 alaplap a rászerelt IMSB419 és IMSB404 modulokkal

A transputer vagy transzputer egy az 1980-as évekből származó úttörő mikroprocesszor-architektúra. A transzputer-processzorok lapkára integrált memóriát és soros kommunikációs interfészt tartalmaztak, céljuk a párhuzamos feldolgozás és működés volt, azaz a párhuzamos számítástechnika.
Ezeket a processzorokat a bristoli Inmos brit mikroelektronikai cég tervezte és gyártotta.
Az 1980-as évek végén sokan a transzputereket tartották a jövő számítástechnikáját meghatározó legújabb alapvető kialakításnak. Az Inmos és a transzputer végül nem igazolta ezt a várakozást, a transzputer-architektúra mégis nagy hatást gyakorolt a számítógép-architektúrákra, olyan új elgondolásokat kiváltva, amelyek újra felbukkannak a modern rendszerekben.

## Transzputereket használó jelenlegi rendszerek
A HETE-2 űreszköz 4 T805 típusú transzputert és 8 DSP56001 chipet használ, amivel 100 MIPS teljesítményt ér el.
A Picard műholdban alkalmazott Myriade mikroműhold-platform T805 transzputert használ, teljesítménye kb. 4 MIPS

## Fordítás
- Ez a szócikk részben vagy egészben  a   Transputer című angol Wikipédia-szócikk ezen változatának fordításán alapul.  Az eredeti cikk szerkesztőit annak laptörténete sorolja fel. Ez a jelzés csupán a megfogalmazás eredetét és a szerzői jogokat jelzi, nem szolgál a cikkben szereplő információk forrásmegjelöléseként.